# Дет дуум метъл
Дет дуум метъл, понякога срещан и като дет/дуум, детдуум и дуумдет е екстремен подстил на метъл музиката. Комбинира бавното темпо и депресивното и песимистично настроение на дуум метъла с ръмжащите вокали на дет метъла. Стила възниква в края на 80-те години и добива популярност в средата на 90-те. Популярността му намалява с началото на 21 век.

## История
Дет дуум метъл стила за пръв път се появява в най-ранната си форма в средата на 80-те, когато Dream Death започват да смесват традиционния дуум метъл с траш звук и дет метъл сцената. Ранните албуми от 90-те на групите Paradise Lost, My Dying Bride и Anathema са в този стил.

## Групи
Някои групи, които са свирили в този стил са: Amorphis, Anathema, Corrupted, Demenzia, Draconian, Evoken, Katatonia, My Dying Bride, Novembers Doom, Orphaned Land, Paradise Lost, Saturnus, Skepticism, Unholy.
|  | Тази страница частично или изцяло представлява превод на страницата Death-doom в Уикипедия на английски. Оригиналният текст, както и този превод, са защитени от Лиценза „Криейтив Комънс – Признание – Споделяне на споделеното“, а за съдържание, създадено преди юни 2009 година – от Лиценза за свободна документация на ГНУ. Прегледайте историята на редакциите на оригиналната страница, както и на преводната страница, за да видите списъка на съавторите. ВАЖНО: Този шаблон се отнася единствено до авторските права върху съдържанието на статията. Добавянето му не отменя изискването да се посочват конкретни източници на твърденията, които да бъдат благонадеждни. |